# Ludwig Bölkow
Ludwig Bölkow (Schwerin, Németország, 1912. június 30. – Grünwald, 2003. július 25.) - Német repülőgéptervező mérnök, vállalkozó.

## Életpályája
1912 június 30-án a mecklenburgi Schwerinben született, egy az akkori idők legnagyobb repülőgépgyára a Fokker alkalmazottjának fiaként.
Első munkahelye a Heinkel repülőgépgyártó cégnél volt, azelőtt, hogy a Berlini Műszaki Egyetemen repüléstechnikát tanult volna. Az egyetem befejezése után 1939-től Bölkow a Messerschmitt AG mérnöke lett. A Messerschmitt AG augsburgi projektirodájában kezdetben ügyintézőként, később csoportvezetőként dolgozott a nagysebességű aerodinamikai területeken, különösen a Messerschmitt Me 262-nél és utódjainál. A Messerschmitt mérnökeként ő vezette a világ első, sorozatgyártásba kerülő, működőképes sugárhajtású vadászgépének fejlesztését.
1943 januárjában nevezték ki a bécsi Messerschmitt Bf 109 fejlesztési iroda vezetőjévé. Egy évvel később pedig visszatért az időközben a bajorországi Oberammergauba költözött Messerschmitt projektirodába, ahol felállított egy programot a Messerschmitt P.1101 sugárhajtású vadászrepülőgép fejlesztésére.
A háború után 1948-ban megalapította saját építőipari és automatizálási mérnöki irodáját Stuttgartban, ahol többek között innovatív építési módszereket, nagyméretű automata gép eket és új építőipari gépeket fejlesztett ki. A bajorországi Ottobrunnban létrehozta a Bölkow GmbH-t, saját építőipari és automatizálási mérnöki irodát alapított Stuttgartban.
1954-től a Bölkow-Entwicklungen KG, később a Bölkow GmbH helikoptereket, könnyű repülőgépeket és védelmi rakétákat fejlesztett.
1968-ban a Bölkow GmbH beolvadt Bölkow egykori munkatársa, Willy Messerschmitt cégébe. Egy évvel később pedig megalapították a Messerschmitt-Bölkow-Blohm (MBB) légi- és űrvállalatot, a későbbi DASA-t, majd pedig EADS-t. Az MBB az egyik legnagyobb német repülési és űrrepülési vállalat volt, amely műholdakat, helikoptereket, repülőgépeket, rakétákat gyártott katonai és polgári célokra.
Ő végezte az első német műhold, az 1969-ben felbocsátott Azur megépítését.
1976 és 1982 között Bölkow a Német Repülőipari Szövetség elnöke volt.
1983-ban Ottobrunnban létrehozta a "Ludwig Bölkow Alapítvány"-t, a technológia környezetbarátabbá tétele céljából.

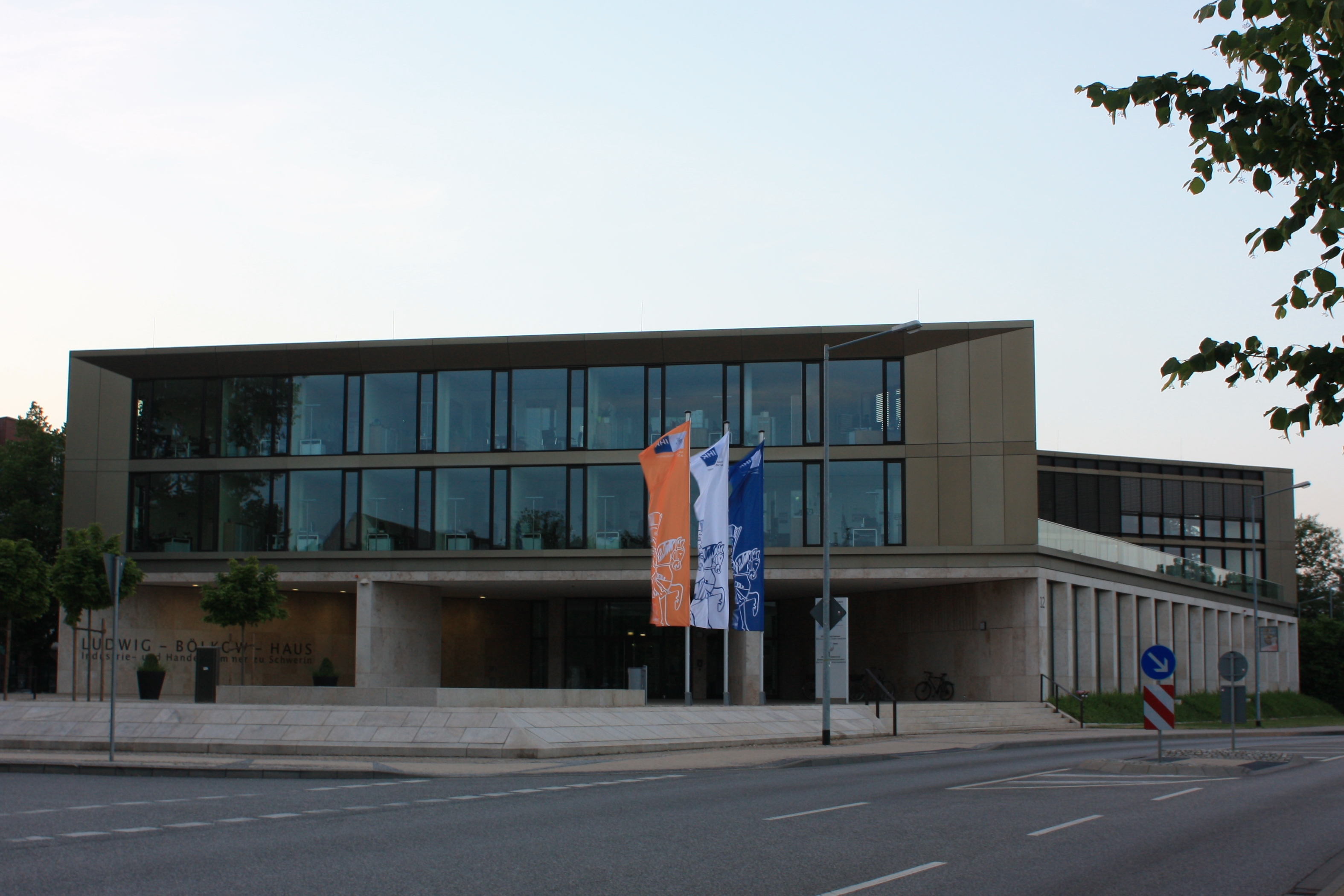
A schwerini Ipari és Kereskedelmi Kamara épülete

2004-ben a donauwörthi állami szakképző iskola az ő nevét vette fel, ahol 2007 óta évente adják át a felesége, Eleonore Bölkow-Konschak által létrehozott Ludwig Bölkow-díjat az arra érdemeseknek.
Nevét több intézmény is viseli, így a  München melletti Taufkirchenben található a Ludwig-Bölkow-Allee és a Ludwig Bölkow Campus. Szülővárosában, és több helyen is, így Schwerinben, Durlangenben, Laupheimben, Sauerlachban is utcát neveztek el róla. Továbbá Ludwig Bölkow nevét viseli a schwerini Ipari és Kereskedelmi Kamara épülete is.

## Díjai
- 1972-ben a repüléstechnika területén nyújtott kiemelkedő hozzájárulásáért Ludwig-Prandtl-gyűrűt kapott a Német Repülési és Űrhajózási Társaságtól (Deutsche Gesellschaft für Luft- und Raumfahrt).
- 1978-ban A Repülési Társaság brit királyi aranyéremmel tüntette ki.